# Nhạc Dương (tướng)
Nhạc Dương (Chữ Hán: 乐羊), quê ở nước Trung Sơn, tướng lĩnh nước Ngụy thời tiền Chiến Quốc, tổ tiên của danh tướng Nhạc Nghị.

## Tiểu sử
Từ khoảng năm 450 TCN, ba nhà Hàn, Triệu, Ngụy đã nắm được toàn bộ thực quyền ở nước Tấn, chuẩn bị cho việc làm chư hầu. Thế lực họ Ngụy dần lớn mạnh, vượt lên trên cả các chư hầu, trở thành thế lực lớn nhất. Thủ lĩnh họ Ngụy là Ngụy Tư năm 424 TCN đã tự xưng tước hầu, tức Ngụy Văn hầu, thường đem quân đánh phá các nước, khuếch trương thế lực và bắt đầu dòm ngó Trung Sơn. Năm 409 TCN, Ngụy Văn hầu phái Ngô Khởi đem quân đánh Trung Sơn.
Nhạc Dương vốn là môn khách của đại thần Địch Hoàng nước Ngụy. Con trai Nhạc Dương là Nhạc Thư đang làm tướng nắm quyền ở Trung Sơn, giết chết con trai Địch Hoàng là Địch Tĩnh. Địch Hoàng biết Nhạc Dương người có tài cầm quân, bèn không kể ân oán, tiến cử lên Ngụy Văn hầu. Khi Địch Hoàng tiến cử Nhạc Dương, quần thần họ Ngụy lấy lý do đó ra sức phản đối, nói Nhạc Dương vì thương con nên nhất định sẽ đầu hàng. Địch Hoàng bèn lấy tính mạng bảo đảm cho Nhạc Dương sẽ không phản lại nước Ngụy. Ngụy Văn hầu bằng lòng.
Năm 408 TCN, Ngụy Văn hầu cử Nhạc Dương ra thay Ngô Khởi, làm chủ tướng chỉ huy chiến dịch đánh Trung Sơn.. Nhạc Dương bao vây kinh đô Cố của Trung Sơn suốt ba năm (408 TCN-406 TCN). Trước tình thế nguy ngập, Trung Sơn Vũ công sai giết chết Nhạc Thư rồi mang thịt làm món canh đến cho Nhạc Dương để làm lung lạc tinh thần ông ta. Tuy nhiên Nhạc Dương lại thản nhiên ăn thịt con. Năm 406 TCN, Nhạc Dương đem quân tổng tấn công vào kinh đô Cố. Trung Sơn Vũ công phải lui vào rừng núi, sau bị tử trận. Nước Trung Sơn diệt vong.
Nhạc Dương đem quân khải hoàn trở về, Ngụy Văn hầu thưởng hậu, nhưng lại sai thái tử Ngụy Kích (sau là Ngụy Vũ hầu) ra trấn thủ Trung Sơn. Nhạc Dương hỏi Công Tích Miễn, biết vua Ngụy nghi ngờ vì mình là người không thương con, bèn vào tâu là không có công lao gì, tất cả đều là do quân chủ sáng suốt. Ngụy Văn hầu phong cho Nhạc Dương đất Linh Thọ làm ấp phong. Họ Ngụy coi Nhạc Dương là người tâm địa tàn nhẫn, không có cái tình phụ tử cốt nhục, từ đó không dùng nữa.
Nhạc Dương sau đó chết, táng ở Linh Hậu.